# Armelle Faesch
Armelle Faesch (Mulhouse, 26 dicembre 1981) è un'ex pallavolista francese.
Giocava nel ruolo di palleggiatrice

## Carriera
Armelle Faesch inizia a giocare a pallavolo nelle giovani del Saint-Louis Volley-Ball dal 1991 fino al 1996, anno in cui passa all'IFVB Tolosa: resta fino al 1999.
Nel 1999 fa il suo esordio nella pallavolo professionista, nel massimo campionato francese, con il titolato club di Cannes: in tre stagioni vince tre scudetti consecutivi, tre Coppe di Francia e una Champions League nel 2002: proprio lo stesso anno ottiene la sua prima convocazione nella nazionale francese, anche se per diversi anni successivi sarà la riserva di Karine Salinas.
Dopo due stagioni nel La Rochette Volley e una nel Volley Ball Club Riom Auvergne, nel 2005 viene ingaggiata dalla squadra della sua città natale, l'ASPTT Mulhouse, dove milita ancora oggi: pur non riuscendo a vincere più nulla, è arrivata per tre volte al secondo posto in campionato e una volta al secondo posto in Coppa di Francia, sempre alle spalle del Cannes. Con l'addio alla nazionale di Karine Salinas, dal 2008 è diventata la prima palleggiatrice della nazionale francese.

## Palmarès

### Club
- Campionato francese: 3

1999-00, 2000-01, 2001-02
- Coppa di Francia: 2

1999-00, 2000-01
- Champions League: 1

2001-02

### Premi individuali
- 2011 - Ligue A: Miglior palleggiatrice